# Helicophyllaceae
Helicophyllaceae là một họ rêu trong bộ Hedwigiales.